# Dave Pinkney-trófea
A Dave Pinkney-trófea egy díj, melyet az Ontario Hockey League-es kapusok között osztanak ki. Azok kapják, akiknek a legjobb a kapott gólátlagjuk. A díjat Dave Pinkneyről nevezték el.

## A díjazottak
| Szezon    | Díjazott(ak)                        | Csapat                           |
| --------- | ----------------------------------- | -------------------------------- |
| 2016–2017 | Michael McNiven Emanuel Vella       | Owen Sound Attack                |
| 2015–2016 | Tyler Parsons Brendan Burke         | London Knights                   |
| 2014–2015 | Ken Appleby Jeremy Brodeur          | Oshawa Generals                  |
| 2013–2014 | Oscar Dansk Devin Williams          | Erie Otters                      |
| 2012–2013 | Jordan Binnington Brandon Hope      | Owen Sound Attack                |
| 2011–2012 | Mark Visentin Christopher Festarini | Niagara IceDogs                  |
| 2010–2011 | J. P. Anderson Mickael Audette      | Mississauga St. Michael’s Majors |
| 2009–2010 | Chris Carrozzi J. P. Anderson       | Mississauga St. Michael’s Majors |
| 2008–2009 | Mike Murphy                         | Belleville Bulls                 |
| 2007–2008 | Kyle Gajewsky                       | Sault Ste. Marie Greyhounds      |
| 2006–2007 | Michal Neuvirth Jeremy Smith        | Plymouth Whalers                 |
| 2005–2006 | Dan Turple Mark Packwood            | Kitchener Rangers                |
| 2004–2005 | Gerald Coleman Adam Dennis          | London Knights                   |
| 2003–2004 | Ryan MacDonald Gerald Coleman       | London Knights                   |
| 2002–2003 | Paul Drew Jeff Weber                | Plymouth Whalers                 |
| 2001–2002 | Jason Bacashihua Paul Drew          | Plymouth Whalers                 |
| 2000–2001 | Rob Zepp Paul Drew                  | Plymouth Whalers                 |
| 1999–2000 | Rob Zepp Bill Ruggiero              | Plymouth Whalers                 |
| 1998–1999 | Robert Holsinger Rob Zepp           | Plymouth Whalers                 |
| 1997–1998 | Craig Hillier Seamus Kotyk          | Ottawa 67’s                      |
| 1996–1997 | Tim Keyes Craig Hillier             | Ottawa 67’s                      |
| 1995–1996 | Dan Cloutier Brett Thompson         | Guelph Storm                     |
| 1994–1995 | Mark McArthur Andy Adams            | Guelph Storm                     |
| 1993–1994 | Sandy Allan Scott Roche             | North Bay Centennials            |
| 1992–1993 | Chad Lang Ryan Douglas              | Peterborough Petes               |
| 1991–1992 | Kevin Hodson                        | Sault Ste. Marie Greyhounds      |
| 1990–1991 | Mark Lenarduzzi Kevin Hodson        | Sault Ste. Marie Greyhounds      |
| 1989–1990 | Jeff Wilson Sean Gauthier           | Kingston Frontenacs              |
| 1988–1989 | John Tanner Todd Bojcun             | Peterborough Petes               |
| 1987–1988 | Todd Bojcun John Tanner             | Peterborough Petes               |
| 1986–1987 | Jeff Hackett Sean Evoy              | Oshawa Generals                  |
| 1985–1986 | Kay Whitmore Ron Tugnutt            | Peterborough Petes               |
| 1984–1985 | Scott Mosey Marty Abrams            | Sault Ste. Marie Greyhounds      |
| 1983–1984 | Darren Pang Greg Coram              | Ottawa 67’s                      |
| 1982–1983 | Peter Sidorkiewicz Jeff Hogg        | Oshawa Generals                  |
| 1981–1982 | John Vanbiesbrouck Marc D’Amour     | Sault Ste. Marie Greyhounds      |
| 1980–1981 | Jim Ralph                           | Ottawa 67’s                      |
| 1979–1980 | Rick LaFerriere Terry Wright        | Peterborough Petes               |
| 1978–1979 | Nick Ricci Glen Ernst               | Niagara Falls Flyers             |
| 1977–1978 | Al Jensen                           | Hamilton Fincups                 |
| 1976–1977 | Pat Riggin                          | London Knights                   |
| 1975–1976 | Jim Bedard                          | Sudbury Wolves                   |
| 1974–1975 | Greg Millen                         | Peterborough Petes               |
| 1974      | Don Edwards                         | Kitchener Rangers                |
| 1973      | Mike Palmateer                      | Toronto Marlboros                |
| 1972      | Michel Larocque                     | Ottawa 67’s                      |
| 1971      | John Garrett                        | Peterborough Petes               |
| 1970      | John Garrett                        | Peterborough Petes               |
| 1969      | Wayne Wood Ted Tucker               | Montréal Junior Canadiens        |
| 1968      | Jim Rutherford Gerry Gray           | Hamilton Red Wings               |
| 1967      | Peter McDuffe                       | St. Catharines Black Hawks       |
| 1966      | Ted Ouimet                          | Montréal Junior Canadiens        |
| 1965      | Bernie Parent                       | Niagara Falls Flyers             |
| 1964      | Bernie Parent                       | Niagara Falls Flyers             |
| 1963      | Chuck Goddard                       | Peterborough Petes               |
| 1962      | George Holmes                       | Montréal Junior Canadiens        |
| 1961      | Bud Blom                            | Hamilton Red Wings               |
| 1960      | Gerry Cheevers                      | St. Michael’s Majors             |
| 1959      | Jacques Caron                       | Peterborough Petes               |
| 1958      | Len Broderick                       | Toronto Marlboros                |
| 1957      | Len Broderick                       | Toronto Marlboros                |
| 1956      | Jim Crockett                        | Toronto Marlboros                |
| 1955      | John Albani                         | Toronto Marlboros                |
| 1954      | Dennis Riggin                       | Hamilton Tiger Cubs              |
| 1953      | John Henderson                      | Toronto Marlboros                |
| 1952      | Don Head                            | Toronto Marlboros                |
| 1951      | Don Lockhart Lorne Howes            | Toronto Marlboros Barrie Flyers  |
| 1950      | Don Lockhart                        | Toronto Marlboros                |
| 1949      | Gil Mayer                           | Barrie Flyers                    |